# Catedral de Kalmar
A Catedral de Kalmar - em sueco Kalmar domkyrka - é uma catedral luterana localizada na cidade de Kalmar, na Suécia.

Este templo levou uns 50 anos a construir, estando pronto em 1712.

É o principal exemplar do barroco sueco da época, sendo inspirado na igreja italiana Il Gesù em Roma.